# محمد وکیل‌التجار یزدی
محمد وکیل التجار یزدی نماینده رشت در ادوار اول و دوم مجلس شورای ملی بود. او از مشروطه خواهان شهر یزد بود و میرزا رضای کرمانی را پس از قتل ناصرالدین شاه در خانه خود پناه داد.

## زندگی
محمد وکیل التجار یزدی از تجار یزدی مقیم رشت بود که به کار خرید و فروش ابریشم اشتغال داشت. او از مشروطه‌خواهان بافرهنگ و مطلع بود و به همین خاطر در سال ۱۳۲۴ ه‍.ق در انتخابات دوره اول مجلس شورای ملی که به صورت طبقاتی برگزار گردید، به نمایندگی طبقه تجار رشت انتخاب شد و اطلاعات اقتصادی و معلومات او بسیار مورد توجه مجلسیان قرار گرفت.
پس از به توپ بسته شدن مجلس به فرمان محمدعلی شاه قاجار، نامبرده به رشت بازگشت ولی بدون دلیل خاصی و صرفاً به دلیل مشروطه‌خواهی به دستور آقابالاخان سردارافخم (حکمران مستبد گیلان) به مشهد تبعید شد؛ ولی پس از انقلاب محرم ۱۳۲۷ ه‍.ق رشت که منجر به استیلای مشروطه‌طلبان بر گیلان شد، به رشت بازگشت و به عضویت انجمن ایالتی گیلان انتخاب گردید. لیکن اندکی بعد به نمایندگی رشت در دوره ۲ مجلس شورای ملی برگزیده شد و عازم تهران گردید.
نامبرده در همین سمت بود که در تاریخ ۶ ربیع الاول ۱۳۲۹ ه‍.ق (هفدهم اسفند ۱۲۸۹ خورشیدی) بر اثر عارضه قلبی در صحن مجلس شورای ملی بدرود حیات گفت.
کریم کشاورز (مترجم معروف) و فریدون کشاورز (پزشک و نماینده مجلس و از سران حزب توده ایران) و جمشید کشاورز (موسیقی‌دان) از فرزندان، میرزا علی‌اکبر تاجر نهاوندی داماد، بهمن کشاورز نوهٔ پسری و هوشنگ نهاوندی نوهٔ دختری وکیل التجار یزدی بودند.